# Waxiella subsphaerica
Waxiella subsphaerica är en insektsart som först beskrevs av Robert Newstead 1911.  Waxiella subsphaerica ingår i släktet Waxiella och familjen skålsköldlöss.
Artens utbredningsområde är Tanzania. Inga underarter finns listade i Catalogue of Life.